# Ballet BC
Ballet BC — колектив сучасного балету, який базується у Ванкувері (Британська Колумбія).

## Історія
Компанію було засновано під назвою Ballet British Columbia Жаном Орром, Девідом Й. Х. Луї та Шейлою Бегґ у 1986 році, а першим художнім керівником стала Аннет ав Пол.
Художнє керівництво перейшло до Рейда Андерсона, Патрісії Нірі та Баррі Інгама, а в 1992 році до Джона Аллейна, який представив програму з оригінальною хореографією, включаючи його «Королеву фей»  у 2000 році та танці інших канадських хореографів. Після реорганізації в 2009 році Аллейн змінила Емілі Молнар. У 2020 році за Молнаром прийшов Медхі Валерскі 
Станом на квітень 2015, колектив є єдиною професійною балетною трупою в Британській Колумбії. Їхні домашні вистави відбуваються в Театрі Королеви Єлизавети.
У 2023 році Ballet BC вперше переїхав у власний заклад на острові Гренвіль. 

## Репертуар
Ballet BC представляє репертуар сучасного балету. 
Компанія відкрила фестиваль Jacob's Pillow Dance Festival у 2015 році, представивши три танці кожного з різних хореографів, у тому числі «Двадцять вісім тисяч хвиль» свого власного хореографа Каєтано Сото.  Наприкінці 2015 і 2016 років компанія вирушила в тур з нагоди 30-ї річниці 

## Зовнішні посилання
- Офіційний сайт
- Archive footage of Ballet BC performing Aniel in 2013 at Jacob's Pillow
- Archive footage of Ballet BC performing Consagración in 2015 at Jacob's Pillow